# Фронт за демократію в Бурунді
Фронт за демократію в Бурунді (фр. Front pour la Démocratie au Burundi, FRODEBU) — прогресивна політична партія хуту в Бурунді.
Була сформована послідовниками Мельхіора Ндадайє 1986 року. FRODEBU була легалізована як політична партія 1992 року.
1993 року партія прийшла до влади в країні, вигравши парламентські вибори а також президентські (Ндадайє).
На парламентських виборах 2005 року партія здобула 21,7 % голосів виборців і 30 зі 118 місць у Національній асамблеї, ставши головною опозиційною партією.
FRODEBU є консультативним членом Соцінтерну.

## Голови партії
- Мельхіор Нгезе Ндадайє (1986–1993)
- Сильвестр Нтібантунганья (1993–1995)
- Жан Мінані (1995–2005)
- Леонс Нгендакумана (2005-дотепер)

## Участь у виборах

### Вибори президента
| Вибори | Кандидат         | Голоси    | %       | Результат |
| ------ | ---------------- | --------- | ------- | --------- |
| 1993   | Мельхіор Ндадайє | 1 483 904 | 65,68 % | Перемога  |
| 2010   | Бойкот           | Бойкот    | Бойкот  | Бойкот    |